# Discografia degli Arctic Monkeys
La discografia degli Arctic Monkeys, gruppo musicale britannico, è costituita da sette album in studio, due album dal vivo, cinque EP e oltre venti singoli, pubblicati tra il 2005 e il 2022.

## Album

### Album in studio
| Anno                                                                          | Titolo | Classifiche | Classifiche | Classifiche | Classifiche | Classifiche | Classifiche | Classifiche | Classifiche | Classifiche | Classifiche | Classifiche | Classifiche | Classifiche | Classifiche | Classifiche | Classifiche | Classifiche | Classifiche | Classifiche | Certificazioni |
| Anno                                                                          | Titolo | UK          | AUS         | AUT         | BEL (FL)    | BEL (WA)    | DEN         | FIN         | FRA         | GER         | IRL         | ITA         | NOR         | NLD         | NZ          | POR         | SPA         | SWE         | SWI         | USA         | Certificazioni |
| ----------------------------------------------------------------------------- | --- | ----------- | ----------- | ----------- | ----------- | ----------- | ----------- | ----------- | ----------- | ----------- | ----------- | ----------- | ----------- | ----------- | ----------- | ----------- | ----------- | ----------- | ----------- | ----------- | --- |
| 2006                                                                          | Whatever People Say I Am, That's What I'm Not - Pubblicato: 25 luglio 2005 - Etichetta: Domino Records - Formati: CD, LP, download digitale, streaming | 1           | 1           | 23          | 9           | 22          | 6           | 8           | 17          | 20          | 1           | 40          | 12          | 8           | 5           | 23          | 38          | 26          | 16          | 24          | - AUS: Platino - CAN: Oro - DEN: Platino (2) - ITA: Oro - JPN: Oro - NZ: Oro - UK: Platino (7) - USA: Oro                                                                                        |
| 2007                                                                          | Favourite Worst Nightmare - Pubblicato: 25 giugno 2007 - Etichetta: Domino Records - Formati: CD, LP, download digitale, streaming                     | 1           | 2           | 6           | 3           | 9           | 1           | 14          | 6           | 2           | 1           | 14          | 2           | 1           | 4           | —           | 20          | 17          | 6           | 7           | - AUS: Oro - ITA: Oro - JPN: Oro - UK: Platino (4) |
| 2009                                                                          | Humbug - Pubblicato: 12 ottobre 2009 - Etichetta: Domino Records - Formati: CD, LP, download digitale, streaming                                       | 1           | 2           | 7           | 1           | 4           | 4           | 11          | 2           | 4           | 1           | 17          | 7           | 2           | 3           | 7           | 5           | 12          | 7           | 15          | - UK: Platino |
| 2011                                                                          | Suck It and See - Pubblicato: 28 giugno 2013 - Etichetta: Domino Records - Formati: CD, LP, download digitale, streaming                               | 1           | 4           | 12          | 2           | 9           | 2           | 34          | 7           | 10          | 3           | 28          | 4           | 6           | 7           | 7           | 10          | 33          | 8           | 14          | - UK: Platino |
| 2013                                                                          | AM - Pubblicato: 2 ottobre 2015 - Etichetta: Domino Records - Formati: CD, LP, download digitale, streaming                                            | 1           | 1           | 2           | 1           | 4           | 1           | 8           | 4           | 3           | 1           | 4           | 5           | 1           | 1           | 1           | 3           | 14          | 2           | 6           | - AUS: Platino (2) - BEL: Oro - DEN: Platino (2) - FRA: Oro - IRL: Platino - ITA: Platino (2) - MEX: Platino - NZ: Platino - NOR: Oro - POL: Platino - POR: Oro - UK: Platino (6) - USA: Platino |
| 2018                                                                          | Tranquility Base Hotel & Casino - Pubblicato: 9 marzo 2018 - Etichetta: Domino Records - Formati: CD, LP, MC, download digitale, streaming             | 1           | 1           | 3           | 1           | 1           | 2           | 5           | 2           | 4           | 2           | 3           | 2           | 1           | 2           | 1           | 1           | 8           | 1           | 8           | - UK: Oro |
| 2022                                                                          | The Car - Pubblicato: 23 settembre 2022 - Etichetta: Domino Records - Formati: CD, LP, MC, download digitale, streaming                                | 2           | 2           | 3           | 2           | 2           | 5           | 5           | 2           | 5           | 2           | 6           | 8           | 2           | 2           | 2           | 3           | 8           | 3           | 6           | - UK: Oro |
| "—" indica una pubblicazione non classificata o non pubblicata in quel Paese. | |             |             |             |             |             |             |             |             |             |             |             |             |             |             |             |             |             |             |             | |

### Album dal vivo
| Anno                                                                          | Titolo | Classifiche | Classifiche | Classifiche | Classifiche | Classifiche | Classifiche | Classifiche | Classifiche | Classifiche | Classifiche | Classifiche | Classifiche | Classifiche | Classifiche | Classifiche | Certificazioni |
| Anno                                                                          | Titolo | UK          | AUS         | AUT         | BEL (FL)    | BEL (WA)    | FRA         | GER         | IRL         | ITA         | JPN         | NLD         | POR         | SPA         | SWI         | USA         | Certificazioni |
| ----------------------------------------------------------------------------- | --- | ----------- | ----------- | ----------- | ----------- | ----------- | ----------- | ----------- | ----------- | ----------- | ----------- | ----------- | ----------- | ----------- | ----------- | ----------- | -------------- |
| 2008                                                                          | At the Apollo - Pubblicato: 3 novembre 2008 - Etichetta: Domino Records - Formati: DVD                                                    | —           | —           | —           | —           | —           | —           | —           | —           | —           | —           | —           | —           | —           | —           | —           | - UK: Oro      |
| 2020                                                                          | Live at the Royal Albert Hall - Pubblicato: 4 dicembre 2020 - Etichetta: Domino Records - Formati: 2 LP, CD, download digitale, streaming | 3           | 4           | 31          | 5           | 47          | 67          | 50          | 15          | 58          | 66          | 5           | 2           | 20          | 40          | 151         |                |
| "—" indica una pubblicazione non classificata o non pubblicata in quel Paese. | |             |             |             |             |             |             |             |             |             |             |             |             |             |             |             |                |

### Compilation
- 2004 – Beneath the Boardwalk[39]

## Extended play
| Anno                                                                          | Titolo | Classifiche | Classifiche | Classifiche | Classifiche | Classifiche | Classifiche | Classifiche |
| Anno                                                                          | Titolo | AUS         | DEN         | FRA         | GER         | IRL         | JPN         | SWE         |
| ----------------------------------------------------------------------------- | --- | ----------- | ----------- | ----------- | ----------- | ----------- | ----------- | ----------- |
| 2005                                                                          | Five Minutes with Arctic Monkeys - Pubblicato: 30 maggio 2005 - Etichetta: Bang Bang Recordings - Formati: CD, 7" | —           | —           | —           | —           | —           | —           | —           |
| 2006                                                                          | Who the Fuck Are Arctic Monkeys? - Pubblicato: 24 aprile 2006 - Etichetta: Domino Records - Formati: CD, LP       | 37          | 2           | 52          | 79          | 2           | 137         | 58          |
| 2011                                                                          | iTunes Festival: London 2011 - Pubblicato: 22 luglio 2011 - Formati: download digitale                            | —           | —           | —           | —           | —           | —           | —           |
| "—" indica una pubblicazione non classificata o non pubblicata in quel Paese. | |             |             |             |             |             |             |             |

## Singoli
| Anno                                                                          | Titolo                                      | Classifiche | Classifiche | Classifiche | Classifiche | Classifiche | Classifiche | Classifiche | Classifiche | Classifiche | Classifiche | Classifiche | Classifiche | Classifiche | Classifiche | Classifiche | Certificazioni                                                                | Album di provenienza                          |
| Anno                                                                          | Titolo                                      | UK          | AUS         | AUT         | BEL (FL)    | DEN         | FRA         | GER         | IRL         | ITA         | NLD         | NZ          | POR         | SPA         | SWI         | USA         | Certificazioni                                                                | Album di provenienza                          |
| ----------------------------------------------------------------------------- | ------------------------------------------- | ----------- | ----------- | ----------- | ----------- | ----------- | ----------- | ----------- | ----------- | ----------- | ----------- | ----------- | ----------- | ----------- | ----------- | ----------- | ----------------------------------------------------------------------------- | --------------------------------------------- |
| 2005                                                                          | I Bet You Look Good on the Dancefloor       | 1           | 18          | —           | —           | 15          | 100         | —           | 12          | —           | 99          | 14          | —           | —           | —           | —           | - UK: Platino (4)                                                             | Whatever People Say I Am, That's What I'm Not |
| 2006                                                                          | When the Sun Goes Down                      | 1           | 26          | —           | —           | —           | —           | 89          | 11          | —           | 72          | —           | —           | —           | —           | —           | - UK: Platino (3)                                                             | Whatever People Say I Am, That's What I'm Not |
| 2006                                                                          | Leave Before the Lights Come On             | 4           | —           | —           | —           | 11          | —           | —           | 16          | 40          | —           | —           | —           | —           | —           | —           | - UK: Argento                                                                 | /                                             |
| 2007                                                                          | Brianstorm                                  | 2           | —           | —           | —           | 4           | 44          | 64          | 7           | 28          | 36          | —           | —           | 10          | 73          | —           | - UK: Platino                                                                 | Favourite Worst Nightmare                     |
| 2007                                                                          | Da Frame 2R/Matador                         | —           | —           | —           | —           | —           | —           | —           | —           | —           | —           | —           | —           | —           | —           | —           |                                                                               | /                                             |
| 2007                                                                          | Fluorescent Adolescent                      | 5           | —           | —           | —           | 9           | 88          | 86          | 12          | —           | —           | —           | —           | —           | —           | —           | - UK: Platino (4)                                                             | Favourite Worst Nightmare                     |
| 2007                                                                          | Teddy Picker                                | 20          | —           | —           | —           | —           | 99          | —           | 32          | 38          | 98          | —           | —           | —           | —           | —           | - UK: Platino                                                                 | Favourite Worst Nightmare                     |
| 2009                                                                          | Crying Lightning                            | 12          | —           | 70          | —           | —           | 23          | —           | —           | —           | —           | —           | —           | —           | —           | —           | - UK: Oro                                                                     | Humburg                                       |
| 2009                                                                          | Cornerstone                                 | 94          | —           | —           | —           | —           | 42          | —           | —           | —           | —           | —           | —           | —           | —           | —           | - UK: Oro                                                                     | Humburg                                       |
| 2010                                                                          | My Propeller                                | 90          | —           | —           | —           | —           | 56          | —           | —           | —           | —           | —           | —           | —           | —           | —           |                                                                               | Humburg                                       |
| 2011                                                                          | Don't Sit Down 'Cause I've Moved Your Chair | 28          | —           | —           | 50          | —           | —           | —           | —           | —           | 55          | —           | —           | —           | —           | —           | - UK: Oro                                                                     | Suck It and See                               |
| 2011                                                                          | The Hellcat Spangled Shalalala              | —           | —           | —           | —           | —           | —           | —           | —           | —           | —           | —           | —           | —           | —           | —           |                                                                               | Suck It and See                               |
| 2011                                                                          | Suck It and See                             | —           | —           | —           | —           | —           | —           | —           | —           | —           | —           | —           | —           | —           | —           | —           |                                                                               | Suck It and See                               |
| 2012                                                                          | Black Treacle                               | —           | —           | —           | —           | —           | —           | —           | —           | —           | —           | —           | —           | —           | —           | —           |                                                                               | Suck It and See                               |
| 2012                                                                          | R U Mine?                                   | 23          | —           | —           | —           | —           | 147         | —           | 65          | —           | —           | —           | 94          | —           | —           | —           | - UK: Platino (3)                                                             | AM                                            |
| 2013                                                                          | Do I Wanna Know?                            | 11          | 37          | —           | 33          | —           | 45          | —           | 14          | —           | 62          | —           | 33          | —           | 66          | 70          | - UK: Platino (5) - AUS: Platino - BEL: Oro - USA: Platino - POR: Platino (4) | AM                                            |
| 2013                                                                          | Why'd You Only Call Me When You're High?    | 8           | —           | —           | 31          | —           | 164         | —           | 33          | —           | —           | —           | 67          | —           | —           | —           | - UK: Platino (3) - AUS: Oro - POR: Platino (4)                               | AM                                            |
| 2013                                                                          | One for the Road                            | —           | —           | —           | —           | —           | —           | —           | —           | —           | —           | —           | —           | —           | —           | —           | - UK: Oro                                                                     | AM                                            |
| 2014                                                                          | Arabella                                    | 70          | —           | —           | —           | —           | —           | —           | —           | —           | —           | —           | —           | —           | —           | —           | - UK: Platino                                                                 | AM                                            |
| 2014                                                                          | Snap Out of It                              | 82          | —           | —           | —           | —           | —           | —           | 68          | —           | —           | —           | —           | —           | —           | —           | - UK: Platino                                                                 | AM                                            |
| 2018                                                                          | Four Out of Five                            | 18          | —           | —           | 45          | —           | —           | —           | 30          | —           | —           | —           | 12          | 87          | —           | —           | - UK: Argento                                                                 | Tranquility Base Hotel & Casino               |
| 2018                                                                          | Tranquility Base Hotel & Casino             | —           | —           | —           | —           | —           | —           | —           | 49          | —           | —           | —           | 22          | —           | —           | —           | - UK: Argento                                                                 | Tranquility Base Hotel & Casino               |
| 2022                                                                          | There'd Better Be a Mirrorball              | 25          | —           | —           | —           | —           | —           | —           | 31          | —           | —           | —           | 68          | —           | —           | —           |                                                                               | The Car                                       |
| 2022                                                                          | Body Paint                                  | 22          | —           | —           | —           | —           | —           | —           | 44          | —           | —           | —           | 54          | —           | —           | —           |                                                                               | The Car                                       |
| 2022                                                                          | I Ain't Quite Where I Think I Am            | 23          | —           | —           | —           | —           | —           | —           | 30          | —           | —           | —           | —           | —           | —           | —           |                                                                               | The Car                                       |
| "—" indica una pubblicazione non classificata o non pubblicata in quel Paese. |                                             |             |             |             |             |             |             |             |             |             |             |             |             |             |             |             |                                                                               |                                               |

### Singoli promozionali
| Anno                                                                          | Titolo                      | Classifiche | Classifiche | Certificazioni | Album di provenienza                          |
| Anno                                                                          | Titolo                      | UK          | POR         | Certificazioni | Album di provenienza                          |
| ----------------------------------------------------------------------------- | --------------------------- | ----------- | ----------- | -------------- | --------------------------------------------- |
| 2006                                                                          | The View from the Afternoon | —           | —           | - UK: Argento  | Whatever People Say I Am, That's What I'm Not |
| 2006                                                                          | Fake Tales of San Francisco | —           | —           | - UK: Oro      | Whatever People Say I Am, That's What I'm Not |
| 2007                                                                          | This House Is a Circus      | 132         | —           |                | Favourite Worst Nightmare                     |
| 2020                                                                          | 505 (Live)                  | —           | 155         |                | Live at the Royal Albert Hall                 |
| 2020                                                                          | Arabella (Live)             | —           | —           |                | Live at the Royal Albert Hall                 |
| "—" indica una pubblicazione non classificata o non pubblicata in quel Paese. |                             |             |             |                |                                               |

## Altri brani entrati in classifica e/o certificati
| Anno                                                                          | Titolo                                                                       | Classifiche | Classifiche | Classifiche | Classifiche | Classifiche | Classifiche | Classifiche | Certificazioni                                  | Album di provenienza                          |
| Anno                                                                          | Titolo                                                                       | UK          | CZ          | GRE         | IRL         | POR         | SPA         | SWE         | Certificazioni                                  | Album di provenienza                          |
| ----------------------------------------------------------------------------- | ---------------------------------------------------------------------------- | ----------- | ----------- | ----------- | ----------- | ----------- | ----------- | ----------- | ----------------------------------------------- | --------------------------------------------- |
| 2005                                                                          | Bigger Boys And Stolen Sweethearts                                           | —           | —           | —           | —           | —           | —           | —           | - UK: Argento                                   | I Bet You Look Good on the Dancefloor         |
| 2006                                                                          | Dancing Shoes                                                                | —           | —           | —           | —           | —           | —           | —           | - UK: Oro                                       | Whatever People Say I Am, That's What I'm Not |
| 2006                                                                          | You Probably Couldn't See for the Lights but You Were Staring Straight at Me | —           | —           | —           | —           | —           | —           | —           | - UK: Argento                                   | Whatever People Say I Am, That's What I'm Not |
| 2006                                                                          | Still Take You Home                                                          | —           | —           | —           | —           | —           | —           | —           | - UK: Argento                                   | Whatever People Say I Am, That's What I'm Not |
| 2006                                                                          | Riot Van                                                                     | —           | —           | —           | —           | —           | —           | —           | - UK: Argento                                   | Whatever People Say I Am, That's What I'm Not |
| 2006                                                                          | Red Light Indicates Doors Are Secured                                        | —           | —           | —           | —           | —           | —           | —           | - UK: Argento                                   | Whatever People Say I Am, That's What I'm Not |
| 2006                                                                          | Mardy Bum                                                                    | 123         | —           | —           | —           | —           | —           | —           | - UK: Platino (3)                               | Whatever People Say I Am, That's What I'm Not |
| 2006                                                                          | From the Ritz to the Rubble                                                  | —           | —           | —           | —           | —           | —           | —           | - UK: Platino                                   | Whatever People Say I Am, That's What I'm Not |
| 2006                                                                          | A Certain Romance                                                            | —           | —           | —           | —           | —           | —           | —           | - UK: Oro                                       | Whatever People Say I Am, That's What I'm Not |
| 2007                                                                          | If You Found This It's Probably Too Late                                     | 124         | —           | —           | —           | —           | —           | —           |                                                 | Brianstorm                                    |
| 2007                                                                          | Temptation Greets You Like Your Naughty Friend                               | 77          | —           | —           | —           | —           | —           | —           |                                                 | Brianstorm                                    |
| 2007                                                                          | What If You Were Right the First Time?                                       | 114         | —           | —           | —           | —           | —           | —           |                                                 | Brianstorm                                    |
| 2007                                                                          | D Is for Dangerous                                                           | 116         | —           | —           | —           | —           | —           | —           | - UK: Argento                                   | Favourite Worst Nightmare                     |
| 2007                                                                          | Balaclava                                                                    | 104         | —           | —           | —           | —           | —           | —           | - UK: Argento                                   | Favourite Worst Nightmare                     |
| 2007                                                                          | Only Ones Who Know                                                           | 130         | —           | —           | —           | —           | —           | —           | - UK: Argento                                   | Favourite Worst Nightmare                     |
| 2007                                                                          | Do Me a Favour                                                               | 127         | —           | —           | —           | —           | —           | —           | - UK: Argento                                   | Favourite Worst Nightmare                     |
| 2007                                                                          | If You Were There, Beware                                                    | 189         | —           | —           | —           | —           | —           | —           |                                                 | Favourite Worst Nightmare                     |
| 2007                                                                          | The Bad Thing                                                                | 140         | —           | —           | —           | —           | —           | —           |                                                 | Favourite Worst Nightmare                     |
| 2007                                                                          | Old Yellow Bricks                                                            | 122         | —           | —           | —           | —           | —           | —           | - UK: Argento                                   | Favourite Worst Nightmare                     |
| 2007                                                                          | 505                                                                          | 73          | —           | 19          | 55          | —           | —           | —           | - UK: Platino (2) - GRE: Platino                | Favourite Worst Nightmare                     |
| 2007                                                                          | The Bakery                                                                   | 161         | —           | —           | —           | —           | —           | —           |                                                 | Fluorescent Adolescent                        |
| 2007                                                                          | Plastic Tramp                                                                | 153         | —           | —           | —           | —           | —           | —           |                                                 | Fluorescent Adolescent                        |
| 2007                                                                          | Too Much to Ask                                                              | 178         | —           | —           | —           | —           | —           | —           |                                                 | Fluorescent Adolescent                        |
| 2009                                                                          | Sketchead                                                                    | 80          | —           | —           | —           | —           | —           | —           |                                                 | Cornerstone                                   |
| 2011                                                                          | Evil Twin                                                                    | 114         | —           | —           | —           | —           | —           | —           |                                                 | Suck It and See (singolo)                     |
| 2012                                                                          | Electricity                                                                  | 128         | —           | —           | —           | —           | —           | —           |                                                 | R U Mine?                                     |
| 2012                                                                          | Come Together                                                                | 21          | —           | —           | 62          | —           | —           | —           |                                                 | Isles of Wonder                               |
| 2013                                                                          | Stop the World I Wanna Get Off with You                                      | 74          | —           | —           | —           | —           | —           | —           | - UK: Argento                                   | Why'd You Only Call Me When You're High?      |
| 2013                                                                          | I Want It All                                                                | —           | —           | —           | —           | —           | —           | —           | - UK: Argento                                   | AM                                            |
| 2013                                                                          | No. 1 Party Anthem                                                           | —           | —           | —           | —           | —           | —           | —           | - UK: Argento                                   | AM                                            |
| 2013                                                                          | Mad Sounds                                                                   | —           | —           | —           | —           | —           | —           | —           | - UK: Argento                                   | AM                                            |
| 2013                                                                          | Fireside                                                                     | —           | —           | —           | —           | —           | —           | —           | - UK: Argento                                   | AM                                            |
| 2013                                                                          | Knee Socks                                                                   | —           | —           | —           | —           | —           | —           | —           | - UK: Oro                                       | AM                                            |
| 2013                                                                          | I Wanna Be Yours                                                             | 99          | 39          | 9           | 78          | 26          | —           | 66          | - UK: Platino (2) - GRE: Platino - POR: Platino | AM                                            |
| 2013                                                                          | You're So Dark                                                               | 135         | —           | —           | —           | —           | —           | —           |                                                 | One for the Road                              |
| 2018                                                                          | Star Treatment                                                               | 23          | —           | —           | 33          | 14          | 99          | —           |                                                 | Tranquility Base Hotel & Casino               |
| 2018                                                                          | One Point Perspective                                                        | 26          | —           | —           | 48          | 20          | —           | —           |                                                 | Tranquility Base Hotel & Casino               |
| 2018                                                                          | American Sports                                                              | —           | —           | —           | 56          | 28          | —           | —           |                                                 | Tranquility Base Hotel & Casino               |
| 2018                                                                          | Golden Trunks                                                                | —           | —           | —           | 62          | 39          | —           | —           |                                                 | Tranquility Base Hotel & Casino               |
| 2018                                                                          | The World's First Ever Monster Truck Front Flip                              | —           | —           | —           | 65          | 45          | —           | —           |                                                 | Tranquility Base Hotel & Casino               |
| 2018                                                                          | Science Fiction                                                              | —           | —           | —           | 82          | 51          | —           | —           |                                                 | Tranquility Base Hotel & Casino               |
| 2018                                                                          | She Looks Like Fun                                                           | —           | —           | —           | 83          | 52          | —           | —           |                                                 | Tranquility Base Hotel & Casino               |
| 2018                                                                          | Batphone                                                                     | —           | —           | —           | 91          | 55          | —           | —           |                                                 | Tranquility Base Hotel & Casino               |
| 2018                                                                          | The Ultracheese                                                              | —           | —           | —           | 87          | 56          | —           | —           |                                                 | Tranquility Base Hotel & Casino               |
| 2022                                                                          | Sculptures of Anything Goes                                                  | —           | —           | 75          | 32          | —           | —           | —           |                                                 | The Car                                       |
| 2022                                                                          | The Car                                                                      | —           | —           | —           | —           | 92          | —           | —           |                                                 | The Car                                       |
| "—" indica una pubblicazione non classificata o non pubblicata in quel Paese. |                                                                              |             |             |             |             |             |             |             |                                                 |                                               |

## Video musicali
| Anno | Titolo                                      | Regista                                     |
| ---- | ------------------------------------------- | ------------------------------------------- |
| 2005 | Fake Tales of San Francisco                 | Chris Commons e Mark Bull                   |
| 2005 | I Bet You Look Good on the Dancefloor       | Huse Monfaradi                              |
| 2006 | When the Sun Goes Down                      | Paul Fraser                                 |
| 2006 | The View from the Afternoon                 | W.I.Z.                                      |
| 2006 | Leave Before the Lights Come On             | John Hardwick                               |
| 2007 | Brianstorm                                  | Huse Monfaradi                              |
| 2007 | Fluorescent Adolescent                      | Richard Ayoade                              |
| 2007 | Teddy Picker                                | Roman Coppola                               |
| 2009 | Crying Lightning                            | Richard Ayoade                              |
| 2009 | Cornerstone                                 | Richard Ayoade                              |
| 2010 | My Propeller                                | Will Lovelace e Dylan Southern              |
| 2011 | Brick by Brick                              | Aaron Brown and Ben Chappell (Focus Creeps) |
| 2011 | Don't Sit Down 'Cause I've Moved Your Chair | Aaron Brown and Ben Chappell (Focus Creeps) |
| 2011 | The Hellcat Spangled Shalalala              | Aaron Brown and Ben Chappell (Focus Creeps) |
| 2011 | Suck It and See                             | Aaron Brown and Ben Chappell (Focus Creeps) |
| 2011 | Evil Twin                                   | Aaron Brown and Ben Chappell (Focus Creeps) |
| 2012 | Black Treacle                               | Aaron Brown and Ben Chappell (Focus Creeps) |
| 2012 | You and I                                   | Aaron Brown and Ben Chappell (Focus Creeps) |
| 2012 | R U Mine?                                   | Aaron Brown and Ben Chappell (Focus Creeps) |
| 2013 | Do I Wanna Know?                            | David Wilson                                |
| 2013 | Why'd You Only Call Me When You're High?    | Nabil Elderkin                              |
| 2013 | One for the Road                            | Aaron Brown and Ben Chappell (Focus Creeps) |
| 2014 | Arabella                                    | Jake Nava                                   |
| 2014 | Snap Out of It                              | Aaron Brown and Ben Chappell (Focus Creeps) |
| 2018 | Four Out of Five                            | Aaron Brown and Ben Chappell (Focus Creeps) |
| 2018 | Tranquility Base Hotel & Casino             | Aaron Brown and Ben Chappell (Focus Creeps) |
| 2022 | There'd Better Be a Mirrorball              | Alex Turner                                 |
| 2022 | Body Paint                                  | Brook Linder e Ben Chappell                 |

## Altre apparizioni
| Anno | Titolo                                | Album           | Note |
| ---- | ------------------------------------- | --------------- | --- |
| 2008 | Diamonds Are Forever                  | All the Rage    | Cover di un brano di Shirley Bassey del 1971.                                                               |
| 2012 | I Bet You Look Good on the Dancefloor | Isles of Wonder | Brani registrati durante le prove della cerimonia di apertura dei Giochi della XXX Olimpiade del 23 luglio. |
| 2012 | Come Together                         | Isles of Wonder | Brani registrati durante le prove della cerimonia di apertura dei Giochi della XXX Olimpiade del 23 luglio. |